# 엔도디옥시리보뉴클레이스
엔도디옥시리보뉴클레이스(영어: endodeoxyribonuclease)는 엔도뉴클레이스인 디옥시리보뉴클레이스이다. 디옥시리보핵산내부가수분해효소(–核酸內部加水分解酵素)라고도 한다. 엔도디옥시리보뉴클레이스는 DNA에서 포스포다이에스터 결합의 절단을 촉매한다. 엔도디옥시리보뉴클레이스는 EC 번호 3.1.21 ~ 3.1.25로 분류된다.
다음과 같은 예가 있다. 
- DNA 제한 효소
- 마이크로코쿠스 뉴클레이스

## 같이 보기
- 뉴클레이스 (핵산가수분해효소)
- 엔도뉴클레이스 (핵산내부가수분해효소)
- 디옥시리보뉴클레이스 (디옥시리보핵산가수분해효소)
- 엔도리보뉴클레이스 (리보핵산내부가수분해효소)
- UvrABC 엔도뉴클레이스